# ホレイショ・ネルソン・レイ
ホレイショ・ネルソン・レイ（Horatio Nelson Lay、1832年1月23日 - 1898年5月4日）は、19世紀のイギリスの外交官である。太平天国の乱の時代に清でイギリス領事や清の海関総税務司（税関長）を務め、後に日本にお雇い外国人として赴任している。

## 生涯

### 若年期
ホレイショ・ネルソン・レイは、1832年1月23日にロンドン郊外のフォレスト・ヒルで生まれた。父は自然主義者で宣教師のジョージ・トラデスカント・レイである。1943年より清でイギリス領事を務めていた父を追ってホレイショも清へ行こうとしたが、その機会を得る前の1845年に父はアモイで病気により亡くなった。

### 清でのキャリア
1847年、レイは清に派遣され、ドイツの言語学者で宣教師のカール・ギュツラフのもとで中国語を学んだ。中国語に堪能になったレイは、すぐにイギリス領事に昇進し、1854年には上海の臨時副領事に任命された。同年、レイは清の海関（税関）の設立に参加し、翌年には初代総税務司（税関長）に就任した。清では李泰國(Lǐ Tàiguó)という中国風の名前を名乗ったが、これは父が名乗った李太郭(Lǐ Tàiguō)に似せたものである。
アロー戦争中、レイはエルギン伯の通訳を務め、天津条約の交渉にも参加した。レイは実際の条約の策定を担当したわけではないが、清側に非常に不利な条件であったにもかかわらず、清の代表団を脅して条約に署名させることに貢献した。特に、清の代表者である耆英がイギリスに敵意を持っていることを明らかにする文書を公開して、耆英に屈辱を与えた。恥をかかされた耆英は同年に自殺した。

#### レイ＝オズボーン艦隊

同治帝が定めた清の旗

レイがデザインした軍艦旗

太平天国の乱の間、清国政府は、1853年に反乱軍に占領された南京の支配権を取り戻すことを望んでいたが、そのために必要となる、長江を下って軍隊を輸送するための船と、その護衛のための砲撃を行う船が不足していた。清国政府はイギリスに援助を求め、イギリスは清で安全に商業を行うために清を援助することに同意した。
南京から承徳に逃げた咸豊帝は、1861年7月にイギリス大使のフレデリック・ブルースが提示した、イギリスから砲艦を購入するという提案に同意した。海関総税務司の通訳ロバート・ハートは、この提案を作成した功績を称えられた。総理各国事務衙門を率いていた奕訢は、レイを新しい艦隊の監察官に任命した。レイは、奕訢の書面による指示で1862年3月14日にイギリスに向けて出発した。
女王ヴィクトリアは1862年9月2日にこの提案に同意し、船の装備と乗組員の雇用を許可した。レイはシェラード・オズボーン大尉を艦隊の指揮官に任命した。
艦隊が国際的に認められた軍艦旗を掲げていれば、捕虜になったり投獄されたりする危険を減らすことができるが、イギリスの海軍本部は、清の軍艦旗を国際的に認めてもらうには、清国の明確な同意がなければならないと判断した。同治帝は、紅玉を咥えようとする青龍が描かれた黄色い三角形の旗（黄龍旗）を清の旗とすると法で定めていたが、奕訢がレイへの指示書でこのことを言及していなかったため、レイは自分でデザインした旗を軍艦旗として掲げた。
1863年2月13日、レイ＝オズボーン艦隊（吸血鬼艦隊とも呼ばれる）は、7隻の蒸気巡洋艦と補給艦を率いてイギリスを出港し、1863年9月に清に到着した。清からの命令は皇帝から直接レイを経由して受ける契約だったが、清の将校はオズボーンに直接命令しようとし、オズボーンはこれを拒否した。清国政府がオズボーンの特権を認めなかったため、オズボーンは激怒して同年11月に艦隊を解散させ、船をイギリスに送り返した。レイは同年、清国政府によって解雇され、ロバート・ハートが後任の総税務司となった。

### 日本でのキャリア
1864年、レイは外交官を辞めてイギリスに戻り、金融業に従事した。
1869年12月、レイは日本の明治政府に外国人顧問（お雇い外国人）として招聘され、日本初の鉄道と電信線の建設に必要な100万ポンドの資金調達を行った（レイ借款）。これは、日本政府が初めて発行した対外債権だった。この際、個人投資家から資金を調達するものと日本政府は考えていたが、レイはロンドン証券取引所で日本国債を売り、利ざやが自分の個人口座に入金されるように手配した。この不正行為が発覚すると、日本政府はレイの契約を取り消し、その代わりにオリエンタル・バンクと契約した。
また川島令三の著書によると、モラルが低く強欲な性格のレイが狭軌を勧めたのは「同じケープゲージ（狭軌）を採用していたインドの中古資材を購入して、その利ザヤで大儲けをたくらんだためだった」とし、敷設する値段は安いが多くの物資を運べない狭軌が採用されると「即刻インドの中古資材や機関車、客車、貨車などを発注した」と紹介しており、レイの意見を聞き入れた大隈重信も「狭軌を採用したのは一生の不覚」と語っている。

## レイに因むもの
上海共同租界の虹口区楊樹浦区（現在の楊浦区の一部）には、レイの名を冠したレイ通り(Lay Road)があった。1949年に中国共産党が上海を征服した後、この道は蘭州路に改称された。